# نايجل رايت (لاعب دوري الرغبي)
نايجل رايت (بالإنجليزية: Nigel Wright)‏ هو لاعب دوري الرغبي بريطاني، ولد في 8 نوفمبر 1973.